# (38263) 1999 RC20
1999 أر سي 20 (ويعرف أيضًا باسم (38263) 1999 أر سي 20 وفق تسمية الكوكب الصغير) (بالإنجليزية: 1999 RC20)‏ هو كويكب ضمن حزام الكويكبات؛ وترتيبه 38263 من حيث الاكتشاف.
اكتُشف هذا الجُرم الفلكي بواسطة بحث لنكولن عن الكويكبات القريبة من الأرض في 7 سبتمبر 1999.

## وصلات خارجية
- (38263) 1999 RC20 في قاعدة بيانات مختبر الدفع النفاث لأجرام النظام الشمسي الصغيرة

- الاكتشاف · مخطط المدار ·  العناصر المدارية · المعلمات المادية

- (38263) 1999 RC20 على موقع ويكي سكاي: DSS2, SDSS, GALEX, IRAS, Hydrogen α, X-Ray, Astrophoto, Sky Map, Articles and images